# Carsten Berg
Carsten Berg (* 1959 in Castrop-Rauxel) ist ein deutscher Schriftsteller.

## Leben
Berg wuchs in der Nähe von Düsseldorf auf und studierte in Aachen zunächst Bergbau, dann Germanistik und Philosophie. Sein erster Roman, „Die Printen-Connection“, erschien 1998. Neben seiner Autorentätigkeit arbeitete er als freier Journalist, PR-Redakteur, Werbetexter und Stützlehrer. 2000 gründete er mit dem Musiker HeJoe Schenkelberg, der ihn auf seinen Lesungen musikalisch begleitete, das Duo SilbenTasten. Im gleichen Jahr erschien die CD Alles wird gut!.
Berg lebt mit seiner Familie im ostbelgischen Montzen.

## Veröffentlichungen (Auswahl)
- Die Printen-Connection. Emons Verlag 1998, ISBN 978-3-89705-119-5.
- Das Herz, der Kreis und der Tod. KBV 2022, ISBN 978-3-95441-609-7.
- Die Fälschung. Eifeler Literaturverlag, Aachen 2023, ISBN 978-3-96123-074-7.